# 브루누 다 시우바 코스타
브루누 다 시우바 코스타(포르투갈어: Bruno da Silva Costa, 2000년 3월 28일~)는 브라질의 축구 선수이다. 포지션은 윙어이다. 현재 수원 삼성 블루윙즈 소속이다. K리그 등록명은 브루노 실바이다.

## 참고 문헌
- “브루누 다 시우바 코스타”. 《서울이랜드 FC》. 이랜드스포츠.